# Dolní Lomany
Dolní Lomany (korábban Dolní Lom, németül Unterlohma) Františkovy Lázně településrésze Csehországban a Karlovy Vary-i kerület Chebi járásában. A városközpont nyugati peremén 448 m tengerszint feletti magasságban fekszik. A 2001-es népszámlálási adatok szerint 61 lakóháza és 285 lakosa van. Írott források elsőként 1181-ben említik.